# Mirmande
Mirmande település Franciaországban, Drôme megyében. Lakosainak száma 606 fő (2022. január 1.). Mirmande Cliousclat, Condillac, Grane, Marsanne, Saulce-sur-Rhône és Les Tourrettes községekkel határos.

## Népesség
A település népességének változása:
| Lakosok száma | 459  | 420  | 497  | 507  | 508  | 553  | 585  | 587  | 592  | 606  |
|               | 1968 | 1982 | 1990 | 2006 | 2013 | 2015 | 2017 | 2019 | 2020 | 2022 |